# 威廉·布克蘭
威廉·布克蘭（英語：William Buckland，1784年3月12日—1856年8月14日）是一位英格兰神学家、地质学家和古生物学家。

## 奖项与荣誉
- 1818年，皇家学会会士
- 1822年，科普利奖章
- 1824-1826年，伦敦地质学会会长（第一次）
- 1832年，不列颠科学促进会会长
- 1839-1841年，伦敦地质学会会长（第二次）
- 1848年，沃拉斯顿奖章